# Seznam hlav státu Afghánistánu
Tento článek uvádí hlavy států Afghánistánu od založení prvního moderního afghánského státu, Hotakské říše, v roce 1709.

## Dějiny
Hotakská říše vznikla po úspěšném povstání vedeném Mirwajsem Hotakem a dalšími afghánskými kmenovými náčelníky z oblasti Kandaháru proti mughalské a safíovské nadvládě.
Po dlouhé sérii válek byla Hotakská říše nakonec nahrazena afghánskou Durránskou říší, kterou založil Ahmad Šáh Durrání v roce 1747.
Po rozpadu Durránské říše v roce 1823 založila Barakzajská dynastie Kábulský emirát, později známý jako Afghánský emirát. Durránská dynastie znovu získala moc v roce 1839, během první anglo-afghánské války, kdy se trůnu pod britskou záštitou zmocnil bývalý vládce Šáh Šudžáh Durráni. Šáh Šudžáh byl zavražděn v roce 1842 po britském ústupu. Poté Barakzajská dynastie znovu získala moc, nakonec v roce 1926 přetvořila Emirát na Afghánské království a vládla zemi (s přerušením v roce 1929), dokud nebyl poslední král Muhammad Záhir Šáh sesazen v roce 1973 státním převratem. jeho bratrancem Muhammadem Dáúdem Chánem. Přestože byl Dáúd Chán součástí Barakzajská dynastie, odchýlil se od tradice a neprohlásil se šáhem, místo toho zrušil monarchii a založil Afghánskou republiku, přičemž sám byl prezidentem. Republika trvala až do saurové revoluce vedené LDSA v roce 1978.
Od roku 1978 je Afghánistán ve stavu neustálého vnitřního konfliktu a zahraničních intervencí.
Prezident Hámid Karzaj se 7. prosince 2004 stal vůbec první demokraticky zvolenou hlavou státu Afghánistánu. Jeho nástupce Ašraf Ghaní byl u moci od 29. října 2014 do 15. srpna 2021, kdy uprchl ze země, když Kábul po ofenzivě v roce 2021 připadl Tálibánu.
Po znovudobytí Kábulu Táliban obnovil Afghánský islámský emirát a jeho nejvyšší vůdce od roku 2016, islámský učenec Hajbatulláh Achúndzáda, de facto nahradil Ghaního jako hlavu státu.

## Seznam hlav států
(Data uvedená kurzívou označují de facto pokračování ve funkci.)

### Panovníci

#### Hotakská říše(1709–1738)
| Jméno                         | Život                 | Počátek vlády  | Konec vlády               | Poznámky                                                           | Rodina   | Portrét |
| ----------------------------- | --------------------- | -------------- | ------------------------- | ------------------------------------------------------------------ | -------- | ------- |
| Mirwajs Hotak Mirwajs Dědeček | 1673–1715             | 1709           | 1715                      | V Kandaháru založil Hotakskou dynastii.                            | Hotakové |         |
| Abdul Azíz Hotak              | † 1717                | 1715           | 1717                      | Bratr Mirwajse Hotaka.                                             | Hotakové |         |
| Mahmúd Hotak                  | 1697 – 22. dubna 1725 | 1717           | 22. dubna 1725            | Syn Mirwajse Hotaka.                                               | Hotakové |         |
| Ašraf Hotak                   | † 1730                | 22. dubna 1725 | 1730                      | Synovec Mirwajse Hotaka.                                           | Hotakové |         |
| Hussajn Hotak                 | † 1738                | 1730           | 24. března 1738 (sesazen) | Syn Mirwajse Hotaka. Sesazen Nádirem Šáhem při obléhání Kandaháru. | Hotakové |         |

#### Durránská říše(1747–1823)
| Jméno                                                                        | Život                             | Počátek vlády     | Konec vlády                 | Poznámky | Rodina     | Portrét |
| ---------------------------------------------------------------------------- | --------------------------------- | ----------------- | --------------------------- | --- | ---------- | ------- |
| Ahmad Šáh Durrání Otec národa                                                | 1720/1722 – 4. června 1772        | 1747              | 4. června 1772              | Založil Durránskou dynastii a Durránskou říši. | Durráníové |         |
| Timur Šáh Durrání                                                            | prosinec 1746 – 2. května 1793    | listopad 1772     | 2. května 1793              | Syn Ahmada Šáha Durráního. Po smrti svého otce zachoval i přes občanskou válku v roce 1772 a několika povstáních Durránskou říši.                          | Durráníové |         |
| Zaman Šáh Durrání                                                            | 1770–1844                         | 20. května 1793   | 25. července 1801 (sesazen) | Syn Timura Šáh Durráního. Po smrti svého otce se zapojil do občanské války se svými bratry, později byl sesazen.                                           | Durráníové |         |
| Mahmud Šáh Durrání (1. vláda) Šáh Mahmud                                     | 1769 – 18. dubna 1829             | 25. července 1801 | 13. července 1803 (sesazen) | Syn Timura Šáha Durráního. Po smrti svého otce se zapojil do občanské války se svými bratry, později byl sesazen.                                          | Durráníové |         |
| Šáh Šudžá Durrání (1. vláda) Inajat-i-llahi, Šudža ul-Mulk, Muhammad Bahadur | 4. listopadu 1785 – 5. dubna 1842 | 13. července 1803 | 3. května 1809 (sesazen)    | Syn Timura Šáha Durráního. Po smrti svého otce se zapojil do občanské války se svými bratry, později byl sesazen a několikrát se pokusil získat zpět trůn. | Durráníové |         |
| Mahmud Šáh Durrání (2. vláda) Šáh Mahmud                                     | 1769 – 18. dubna 1829             | 3. května 1809    | 1818 (sesazen)              | Syn Timura Šáha Durráního. Po svém sesazení během své druhé vlády byl vyhoštěn do Herátu.                                                                  | Durráníové |         |
| Alí Šáh Durrání                                                              |                                   | 1818              | 1819 (sesazen)              | Syn Timura Šáha Durráního. | Durráníové |         |
| Ajúb Šáh Durrání                                                             | † 1. října 1837                   | 1819              | 1823 (sesazen)              | Syn Timura Šáha Durráního. | Durráníové |         |

#### Kábulský emirát / Afghánský emirát(1823–1926)
| Jméno                                                                        | Život                              | Počátek vlády   | Konec vlády               | Poznámky | Rodina      | Portrét |
| ---------------------------------------------------------------------------- | ---------------------------------- | --------------- | ------------------------- | --- | ----------- | ------- |
| Sultán Mohamed Chán Mohamed Chán Telaj                                       | 1792–1834                          | 1823            | 1826 (sesazen)            | Syn Sardára Pajendaha Chána, bratr Dósta Muhammada Chána. První vládce Barakzajské dynastie. | Barakzajové |         |
| Dóst Muhammad Chán (1. vláda) Amir al-Mu'minin, Amir-i Kabir                 | 23. prosince 1792 – 9. června 1863 | léto 1826       | 6. srpna 1839 (sesazen)   | Syn Sardára Pajendaha Chána. Bojoval za znovusjednocení Afghánistánu, který byl rozdělen kvůli občanským válkám mezi syny Timura Šáha Durríního. Vláda v letech 1839–1842 zpochybňována Šáhem Šudžou Durráním v první anglo-afghánské válce. | Barakzajové |         |
| Šáh Šudža Durrání (2. vláda) Inajat-i-llahi, Šudža ul-Mulk, Muhammad Bahadúr | 4. listopadu 1785 – 5. dubna 1842  | 7. srpna 1839   | 5. dubna 1842             | Syn Timura Šáha Durráního. Vrátil se na trůn s pomocí Britů v první anglo-afghánské válce, zavražděn v důsledku ústupu z Kábulu v roce 1842.                                                                                                 | Durráníové  |         |
| Akbar Chán Amír Akbar Chán, Mohammad Akbar Chán                              | 1816–1847                          | květen 1842     | 1843                      | Syn Dósta Muhammada Chána. | Barakzajové |         |
| Dóst Muhammad Chán (2. vláda) Amir al-Mu'minin, Amir-i Kabir                 | 23. prosince 1792 – 9. června 1863 | 1843            | 9. června 1863            | Syn Sardára Pajendaha Chána. Na trůn se vrátil poté, co byli Britové a Šáh Šudža poraženi v první anglo-afghánské válce. Znovu sjednotil zemi po brutální občanské válce trvající 70 let v letech 1793–1863.                                 | Barakzajové |         |
| Šér Alí Chán (1. vláda)                                                      | 1825 – 21. února 1879              | 9. června 1863  | květen 1866 (sesazen)     | Syn Dósta Muhammada Chána. | Barakzajové |         |
| Muhammad Afzal Chán                                                          | 1815 – 7. října 1867               | květen 1866     | 7. října 1867             | Syn Dósta Muhammada Chána. | Barakzajové |         |
| Muhammad Azam Chán                                                           | 1820–1870                          | 7. října 1867   | 21. srpna 1868            | Syn Dósta Muhammada Chána. | Barakzajové |         |
| Šér Alí Chán (2. vláda)                                                      | 1825 – 21. února 1879              | 9. září 1868    | 21. února 1879            | Syn Dósta Muhammada Chána. | Barakzajové |         |
| Muhammad Jakúb Chán                                                          | 1849 – 15. listopadu 1923          | 21. února 1879  | 12. října 1879 (sesazen)  | Syn Šéra Alího Chána. Sesazen během druhé anglo-afghánské války. | Barakzajové |         |
| Ajúb Chán vítěz z Maiwandu afghánský princ Charlie                           | 1857 – 7. dubna 1914               | 12. října 1879  | 31. května 1880 (sesazen) | Syn Šéra Alího Chána. Poražen v bitvě o Kandahár a vyhoštěn na konci druhé anglo-afghánské války. | Barakzajové |         |
| Abdurrahmán Chán Železný Amír                                                | 1840/44 – 1. října 1901            | 31. května 1880 | 1. října 1901             | Syn Muhammada Afzal Chána. | Barakzajové |         |
| Habibulláh Chán                                                              | 3. června 1872 – 20. února 1919    | 1. října 1901   | 20. února 1919            | Syn Abdurrahmána Chána. | Barakzajové |         |
| Nasrulláh Chán                                                               | 1874–1920                          | 20. února 1919  | 28. února 1919 (sesazen)  | Syn Abdurrahmána Chána. | Barakzajové |         |
| Amanulláh Chán                                                               | 1. června 1892 – 25. dubna 1960    | 28. února 1919  | 9. června 1926            | Syn Habibulláha Chána. | Barakzajové |         |

#### Afghánské království(1926–1929)
| Jméno            | Život                           | Počátek vlády  | Konec vlády                | Poznámky               | Rodina      | Portrét |
| ---------------- | ------------------------------- | -------------- | -------------------------- | ---------------------- | ----------- | ------- |
| Amanulláh Chán   | 1. června 1892 – 25. dubna 1960 | 9. června 1926 | 14. ledna 1929 (abdikoval) | Syn Habibulláha Chána. | Barakzajové |         |
| Inajatulláh Chán | 20. října 1888 – 12. srpna 1946 | 14. ledna 1929 | 17. ledna 1929 (sesazen)   | Syn Habibulláha Chána. | Barakzajové |         |

#### Sakkávistický emirátaobčanská válka v letech 1928–1929
| Jméno                              | Život                              | Počátek vlády  | Konec vlády     | Poznámky | Rodina       | Portrét |
| ---------------------------------- | ---------------------------------- | -------------- | --------------- | --- | ------------ | ------- |
| Habibulláh Kalakáni Bacha-je Sakao | 19. ledna 1891 – 3. listopadu 1929 | 17. ledna 1929 | 13. října 1929  | Oslovovaný jako král a emír; bojoval o trůn během občanské války v letech 1928–1929; sesazen a popraven.                                                              | Nedynastická |         |
| Alí Ahmad Chán                     | 1883 – 11. července 1929           | 17. ledna 1929 | 9. února 1929   | Oslovovaný jako král; byl v opozici vůči Kalakániovi během občanské války v letech 1928–1929; zajat a popraven.                                                       | Barakzajové  |         |
| Amanulláh Chán                     | 1. června 1892 – 25. dubna 1960    | březen 1929    | 23. května 1929 | Syn Habibulláha Chána. Bývalý král; vrátil se do Afghánistánu, aby se během občanské války v letech 1928–1929 ucházel o trůn; nakonec ustoupil zpět do Britské Indie. | Barakzajové  |         |

#### Afghánské království(obnoveno, 1929–1973)
| Jméno                                         | Život                              | Počátek vlády     | Konec vlády                 | Poznámky                                                                                                 | Rodina      | Portrét |
| --------------------------------------------- | ---------------------------------- | ----------------- | --------------------------- | --- | ----------- | ------- |
| Muhammad Nádir Šáh                            | 9. dubna 1883 – 8. listopadu 1933  | 15. října 1929    | 8. listopadu 1933           | Prasynovec Dósta Muhammada Chána. Zavražděn Abdulem Chálikem Hazárem.                                    | Barakzajové |         |
| Muhammad Záhir Šáh Otec národa (od roku 2004) | 15. října 1914 – 23. července 2007 | 8. listopadu 1933 | 17. července 1973 (sesazen) | Syn Muhammada Nádira Šáha. Sesazen bratrancem Muhammadem Dáúdem Chánem při státním převratu v roce 1973. | Barakzajové |         |

#### Místní panovníci
Někteří vládci se pokusili využít vnitřních konfliktů v Afghánistánu k získání trůnu. Jejich vláda se však omezovala pouze na určité oblasti.
| Jméno          | Život                 | Počátek vlády | Konec vlády              | Poznámky | Rodina       | Portrét |
| -------------- | --------------------- | ------------- | ------------------------ | --- | ------------ | ------- |
| Džehandád Chán | † 1914                | květen 1912   | květen 1912 (sesazen)    | Oslovovaný jako emír; vládl pouze v Chóstu během povstání v roce 1912.                                                | Nedynastická |         |
| Abd-al Karím   | 1897 – 18. února 1927 | červenec 1924 | 30. ledna 1925 (sesazen) | Syn Muhammada Jakúba Chána. Oslovovaný jako emír; vláda omezená na Jižní provincii během povstání v letech 1924–1925. | Barakzajové  |         |
| Salemáj        |                       | cca 1944      | cca 1946 (sesazen)       | Oslovovaný jako král; vláda omezená na Východní provincii během kmenových povstání v letech 1944–1947.                | Nedynastická |         |

### Nemonarchové
| Jméno | Jméno                                | Portrét                  | Život                     | Funkční období     | Funkční období     | Funkční období   | Politická příslušnost                                         |
| Jméno | Jméno                                | Portrét                  | Život                     | Převzal úřad       | Opustil úřad       | Čas v úřadu      | Politická příslušnost                                         |
| --- | ------------------------------------ | ------------------------ | ------------------------- | ------------------ | ------------------ | ---------------- | ------------------------------------------------------------- |
| Afghánská republika (1973–1978) |                                      |                          |                           |                    |                    |                  |                                                               |
| | Muhammad Dáúd Chán                   |                          | 1909–1978                 | 17. července 1973  | 28. dubna 1978     | 4 roky a 285 dní | Nezávislý (do roku 1974)                                      |
| | Muhammad Dáúd Chán                   | Národní revoluční strana | 1909–1978                 | 17. července 1973  | 28. dubna 1978     | 4 roky a 285 dní |                                                               |
| Prezident; člen Barakzajské dynastie (bratranec Muhammada Záhira Šáha); zavražděn s většinou své rodiny během saurové revoluce; údajně zabit za to, že se odmítl vzdát novým úřadům. | Muhammad Dáúd Chán                   |                          | 1909–1978                 |                    |                    |                  |                                                               |
| Afghánská demokratická republika (1978–1992) |                                      |                          |                           |                    |                    |                  |                                                               |
| | Plukovník Abdul Kádir                |                          | 1944–2014                 | 28. dubna 1978     | 30. dubna 1978     | 0 let a 2 dny    | Lidově demokratická strana (Chalkská frakce)                  |
| Předseda předsednictva Vojenské revoluční rady. | Plukovník Abdul Kádir                |                          | 1944–2014                 |                    |                    |                  |                                                               |
| | Núr Mohammad Tarakí                  |                          | 1917–1979                 | 30. dubna 1978     | 14. září 1979      | 1 rok a 137 dní  | Lidově demokratická strana (Chalkská frakce)                  |
| Předseda předsednictva Revoluční rady; zavražděn na příkaz Hafizulláha Amína. | Núr Mohammad Tarakí                  |                          | 1917–1979                 |                    |                    |                  |                                                               |
| | Hafizulláh Amín                      |                          | 1929–1979                 | 14. září 1979      | 27. prosince 1979  | 0 let a 104 dní  | Lidově demokratická strana (Chalkská frakce)                  |
| Předseda předsednictva Revoluční rady; zavražděn sovětskými speciálními jednotkami během operace Bouře 333. | Hafizulláh Amín                      |                          | 1929–1979                 |                    |                    |                  |                                                               |
| | Babrak Karmal                        |                          | 1929–1996                 | 27. prosince 1979  | 24. listopadu 1986 | 6 let a 332 dní  | Lidově demokratická strana (Parchamská frakce)                |
| Předseda předsednictva Revoluční rady; propuštěn. | Babrak Karmal                        |                          | 1929–1996                 |                    |                    |                  |                                                               |
| | Hadži Muhammad Chamkáni              |                          | 1947–2012                 | 24. listopadu 1986 | 30. září 1987      | 0 let a 310 dní  | Nezávislý                                                     |
| Předseda předsednictva Revoluční rady; jmenován při procesu Národního usmíření. | Hadži Muhammad Chamkáni              |                          | 1947–2012                 |                    |                    |                  |                                                               |
| | Muhammad Nadžíbulláh                 |                          | 1947–1996                 | 30. září 1987      | 16. dubna 1992     | 4 roky a 199 dní | Lidově demokratická strana (Parchamská frakce) (do roku 1990) |
| Strana vlasti | Muhammad Nadžíbulláh                 |                          | 1947–1996                 | 30. září 1987      | 16. dubna 1992     | 4 roky a 199 dní |                                                               |
| Prezident (předseda prezidia Revoluční rady do 30. listopadu 1987); odstoupil. | Muhammad Nadžíbulláh                 |                          | 1947–1996                 |                    |                    |                  |                                                               |
| | Abdul Rahím Hatíf                    |                          | 1926–2013                 | 16. dubna 1992     | 28. dubna 1992     | 0 let a 12 dní   | Strana vlasti                                                 |
| Úřadující prezident; sesazen. | Abdul Rahím Hatíf                    |                          | 1926–2013                 |                    |                    |                  |                                                               |
| Islámský stát Afghánistán (1992–2002) |                                      |                          |                           |                    |                    |                  |                                                               |
| | Sibghatulláh Modžaddedí              |                          | 1926–2019                 | 28. dubna 1992     | 28. června 1992    | 0 let a 61 dní   | Fronta národního osvobození Afghánistánu                      |
| Úřadující prezident; odstoupil. | Sibghatulláh Modžaddedí              |                          | 1926–2019                 |                    |                    |                  |                                                               |
| | Burhánuddín Rabbání                  |                          | 1940–2011                 | 28. června 1992    | 22. prosince 2001  | 9 let a 177 dní  | Jamiat-e Islami                                               |
| Prezident; uprchl z Kábulu po jeho pádu do rukou Tálibánu 27. září 1996; během občanské války v letech 1996–2001 pokračoval ve funkci prezidenta v oblastech kontrolovaných Severní aliancí, dokud se plně nevrátil do funkce po znovudobytí Kábulu 13. listopadu 2001; mezi lety 1996 a 2001 zůstal Islámský stát mezinárodně uznávanou vládou, přestože kontroloval pouze asi 10 % afghánského území. | Burhánuddín Rabbání                  |                          | 1940–2011                 |                    |                    |                  |                                                               |
| | Hámid Karzaj                         |                          | * 1957                    | 22. prosince 2001  | 13. července 2002  | 0 let a 203 dní  | Nezávislý                                                     |
| Předseda Afghánské prozatímní správy; jmenován na konferenci v Bonnu v roce 2001. | Hámid Karzaj                         |                          | * 1957                    |                    |                    |                  |                                                               |
| Islámský emirát Afghánistán (1996–2001) |                                      |                          |                           |                    |                    |                  |                                                               |
| | Mollá Muhammad Umar                  |                          | † 2013                    | 27. září 1996      | 13. listopadu 2001 | 5 let a 47 dní   | Tálibán                                                       |
| Nejvyšší vůdce; sesazen během pádu Kábulu a po pádu Kandaháru 7. prosince 2001 se ukryl; mezi lety 1996 a 2001 Islámský emirát nikdy nedosáhl širokého mezinárodního uznání, přestože ovládal asi 90 % afghánského území. Tálibán jej však za vůdce považoval až do jeho smrti. | Mollá Muhammad Umar                  |                          | † 2013                    |                    |                    |                  |                                                               |
| Přechodný islámský stát Afghánistán (2002–2004) |                                      |                          |                           |                    |                    |                  |                                                               |
| | Hámid Karzaj                         |                          | * 1957                    | 13. července 2002  | 7. prosince 2004   | 2 roky a 147 dní | Nezávislý                                                     |
| Přechodný prezident. | Hámid Karzaj                         |                          | * 1957                    |                    |                    |                  |                                                               |
| Afghánská islámská republika (2004–2021) |                                      |                          |                           |                    |                    |                  |                                                               |
| | Hámid Karzaj                         |                          | * 1957                    | 7. prosince 2004   | 29. září 2014      | 9 let a 296 dní  | Nezávislý                                                     |
| Prezident; první demokraticky zvolená hlava státu; zvolen v roce 2004 a znovu zvolen v roce 2009. | Hámid Karzaj                         |                          | * 1957                    |                    |                    |                  |                                                               |
| | Ašraf Ghaní                          |                          | * 1949                    | 29. září 2014      | 15. srpna 2021     | 6 let a 320 dní  | Nezávislý                                                     |
| Prezident; první mírové předání moci; zvolen v roce 2014 a znovu zvolen v roce 2019; sesazen během pádu Kábulu. | Ašraf Ghaní                          |                          | * 1949                    |                    |                    |                  |                                                               |
| Afghánský islámský emirát (2021–dosud) |                                      |                          |                           |                    |                    |                  |                                                               |
| | Mollá Mawláwi Hajbatulláh Achúndzáda |                          | Datum narození není známo | 15. srpna 2021     | Úřadující          | 3 roky a 262 dní | Tálibán                                                       |
| Nejvyšší vůdce; Islámský emirát v současnosti není mezinárodně uznán, přestože kontroluje celé afghánské území. | Mollá Mawláwi Hajbatulláh Achúndzáda |                          | Datum narození není známo |                    |                    |                  |                                                               |

## Standarty hlav států

Standarta krále Afghánistánu, 1931–1973
Standarta prezidenta Afghánistánu, 1974–1978
Standarta prezidenta Afghánistánu, 2004–2013
Standarta prezidenta Afghánistánu, 2013–2021